# Úklid

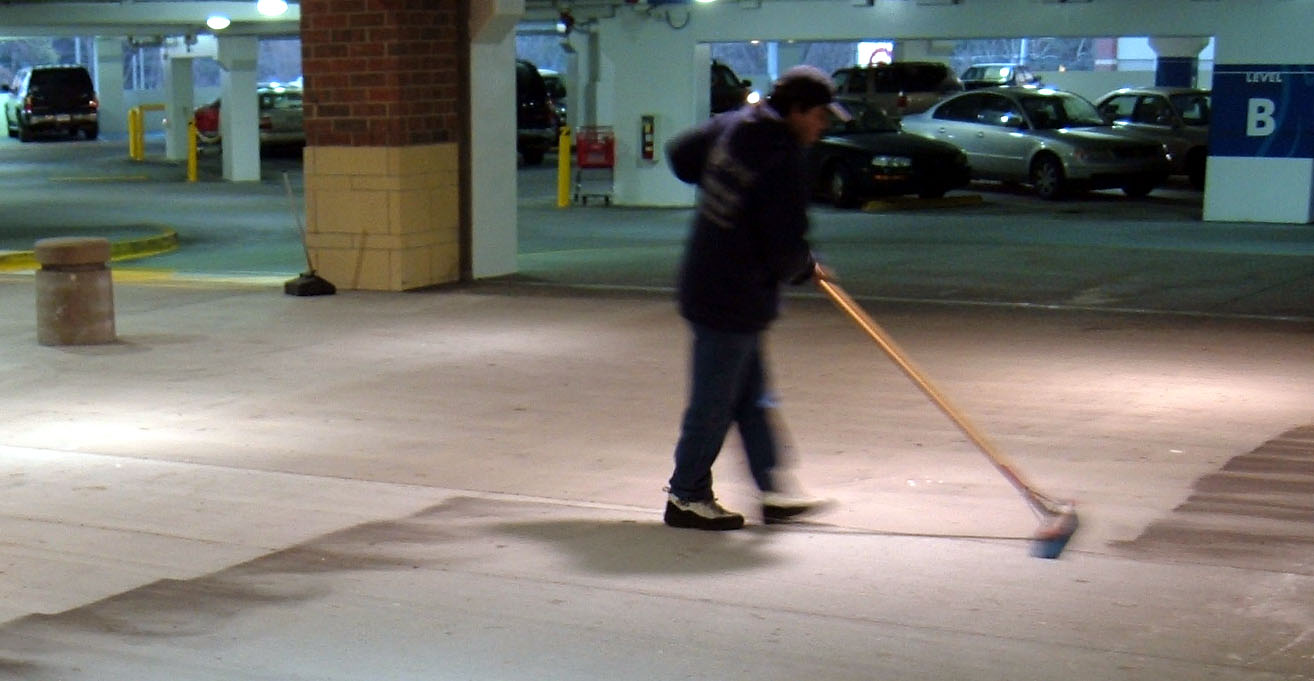
Zametání v podzemních garážích

Úklid znamená praktickou lidskou činnost, kterou se obnovuje a udržuje čistota a pořádek. Zahrnuje odstraňování odpadků a nečistot, mytí a následné sušení, leštění a podobně. Provádí se z důvodů hygienických, estetických nebo provozních. Koná se pravidelně zejména ve vnitřních prostorách, obytných, provozních i pracovních, kde se týká hlavně podlah a stěn, bytových textilií, nábytku a oken. Pravidelně se uklízejí i vnitřky dopravních prostředků nebo veřejná prostranství, silnice, ulice a chodníky. Nejčastěji na jaře se uklízejí i zahrady, parky, rekreační prostory nebo lesy.

## Specializovaný úklid
Specializovaný úklid se běžně provádí také v průmyslových provozech a v dalších hospodářských prostorách. Mezi specializovaný úklid můžeme zařadit například stavební a postavební úklid, úklid průmyslových hal, komunální úklid a další.

## V obytných a kancelářských prostorách
Pod úklid v obytných, nemocničních a kancelářských prostorách obvykle spadají i další praktické lidské činnosti, jako je mytí předmětů (podlah, oken, dveří, nádobí atd.), vysávání prachu a nečistot z koberců a textilií, odstraňování odpadků a nepotřebných předmětů, praní oděvů a dalších bytových textilií, urovnání předmětů na svá místa, čištění a leštění skla, nábytku, drobná údržba elektrospotřebičů, jakož i další praktické domácí aktivity zvyšující hygienu a pořádek v bytě.

## Profesionální úklid
Úklid je typickou činností, jež spadá do kategorie služeb. Jako takový je hlavním předmětem řady specializovaných úklidových firem.

### Vybavení profesionálních uklízečů
Uklízeči při své práci mohou používat specializované vybavení:
- koště
- lopatku a smetáček
- čisticí prostředky
- pojízdné vozíky s košem na odpad a držáky pro umývání podlah (pro použití ve větších prostorách)
- prachovku
- utěrku z mikrovláken
- mop
- vysavač
- hadr na podlahu

Vysavače pro profesionální uklízeče se liší od vysavačů používaných v domácích podmínkách. Mohou být vybaveny větším sběračem odpadu. Speciální vysavače pak mohou být využity i na čištění koberců pomocí páry. Tento způsob čištění je vhodný pro alergiky a děti.

### Systém barevného kódování (SBK)
Profesionální úklidové firmy užívají barevné označení úklidových pomůcek a prostředků podle toho, pro jaký druh prostor se mají použít. Barevné rozlišení úklidových pomůcek je v Evropě ustáleným standardem:
- modrá barva (generální oblast): obývací prostory, kanceláře, učebny, recepce, haly, chodby, schodiště, zařízení a vybavení těchto prostor
- zelená barva (kuchyňská oblast): kuchyně, jídelny, prostory, kde se jídlo připravuje, servíruje, prodává, včetně zařízení a vybavení
- žlutá barva (umývárenská oblast): koupelny, bazény, sauny a jejich zařízení a vybavení
- červená barva (sanitární oblast): toalety, pisoáry včetně veškerého zařízení a vybavení